# 线叶食蒲桃
线叶食蒲桃（学名：Syzygium jambos var. linearilimbum），或稱线叶蒲桃，是桃金娘科蒲桃属蒲桃的变种。分布于中国大陆的云南等地，目前尚未由人工引种栽培。